# Boulevard Macdonald
Pour les articles homonymes, voir Macdonald.
Le boulevard Macdonald est un boulevard du 19e arrondissement de Paris. C'est un élément de la ceinture de boulevards extérieurs dits « boulevards des Maréchaux ». Il porte le nom d'Étienne Macdonald (1765-1840), maréchal de France

## Situation et accès
Le boulevard part du canal de l'Ourcq, passe par la porte de la Villette, traverse le canal Saint-Denis et arrive à la porte d'Aubervilliers et à la rue d'Aubervilliers, où il laisse la place au boulevard Ney. Il a une longueur de 1 800 mètres pour une largeur de 13,60 à 36 mètres. Son côté intérieur entre le canal Saint-Denis et la porte d'Aubervilliers était entièrement occupé par l'entrepôt Macdonald.
Depuis 2015, les entrepôts ont été totalement restructurés, avec création de commerces de grande distribution en rez-de-chaussée (Leclerc, Décathlon, Leroy Merlin, Boulanger…), des bureaux et des logements en étages, avec une forte proportion de logements locatifs sociaux, ainsi qu'une école, un collège, un gymnase, une crèche et un centre social associatif.
Après avoir été accessible par la ligne de bus de Petite Ceinture, le boulevard Macdonald est désormais accessible par la ligne 3b du tramway mais également par les stations de métro Porte de la Villette, Corentin Cariou et Porte de la Chapelle et la station de RER, Rosa-Parks.

## Origine du nom

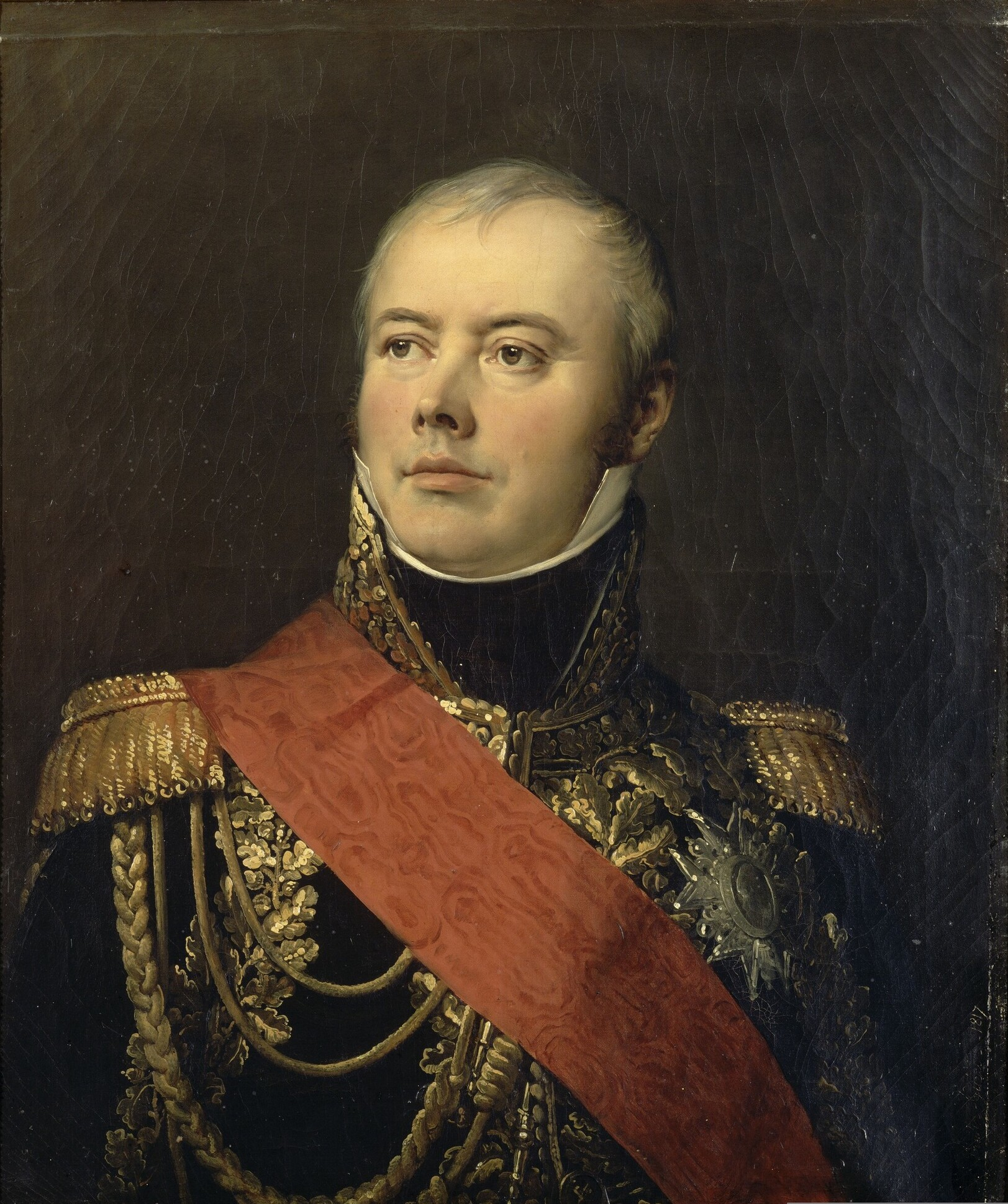
Étienne MacDonald.

Il a reçu son nom, en 1864, d'Étienne Macdonald (1765-1840), duc de Tarente, maréchal de France.

## Historique
Le boulevard Macdonald fait partie de la ceinture de boulevards créée à partir de 1861 le long de l'enceinte de Thiers, à la place de la rue Militaire.
La section de « voie publique » de la brigade des agressions et violences, créée en 1953 contre les agressions nocturnes, est située  boulevard Macdonald, près de la porte de la Villette, afin de patrouiller « chaque nuit, entre 21 heures et 6 heures, dans les quartiers périphériques de la capitale à forte concentration maghrébine ». 
Le 30 mars 1918, durant la Première Guerre mondiale, un obus lancé par la Grosse Bertha explose sur l'usine à gaz du boulevard Macdonald. Le 31 mai 1918 un autre obus tombe sur les voies ferrées des chemins de fer de l'Est.

## Bâtiments remarquables et lieux de mémoire
- Au no 1 se trouvait l'usine et le siège social de Weidknecht, constructeur et importateur de locomotives à vapeur.
- Au no 2 se trouvait le bastion no 27 de l'enceinte de Thiers, dans lequel fut installé en 1903 le nouvel hôpital Andral.
- Au no 95 : domicile de la résistante Suzanne Masson (1901-1943) guillotinée[3] à Hambourg.
- Au no 110 se situe le garage Macdonald, dépendant de la préfecture de police[4] et gérant l'entretien mécanique et carrossier des véhicules de police parisiens. Il est surnommé « Mac Do » par les policiers[5].
- Au no 141 : école polyvalente, qui prend le nom de Cesária Évora en 2025[6].
- Au no 159 : emplacement d'une usine à gaz d'où partit en 1875 le ballon Le Zénith.
- Des nos 141 à 219 : entrepôt Macdonald, ancien entrepôt, reconverti entre 2010 et 2015 en logements, bureaux et équipements publics.
- Le jardin Anaïs-Nin, porte d'Aubervilliers, accueille l'œuvre de l'artiste Pierre Ardouvin intitulée Tu me fais tourner la tête et constituée de nacelles de manèges de fête foraine fixées au sommet de tiges métalliques, illuminées la nuit[7].

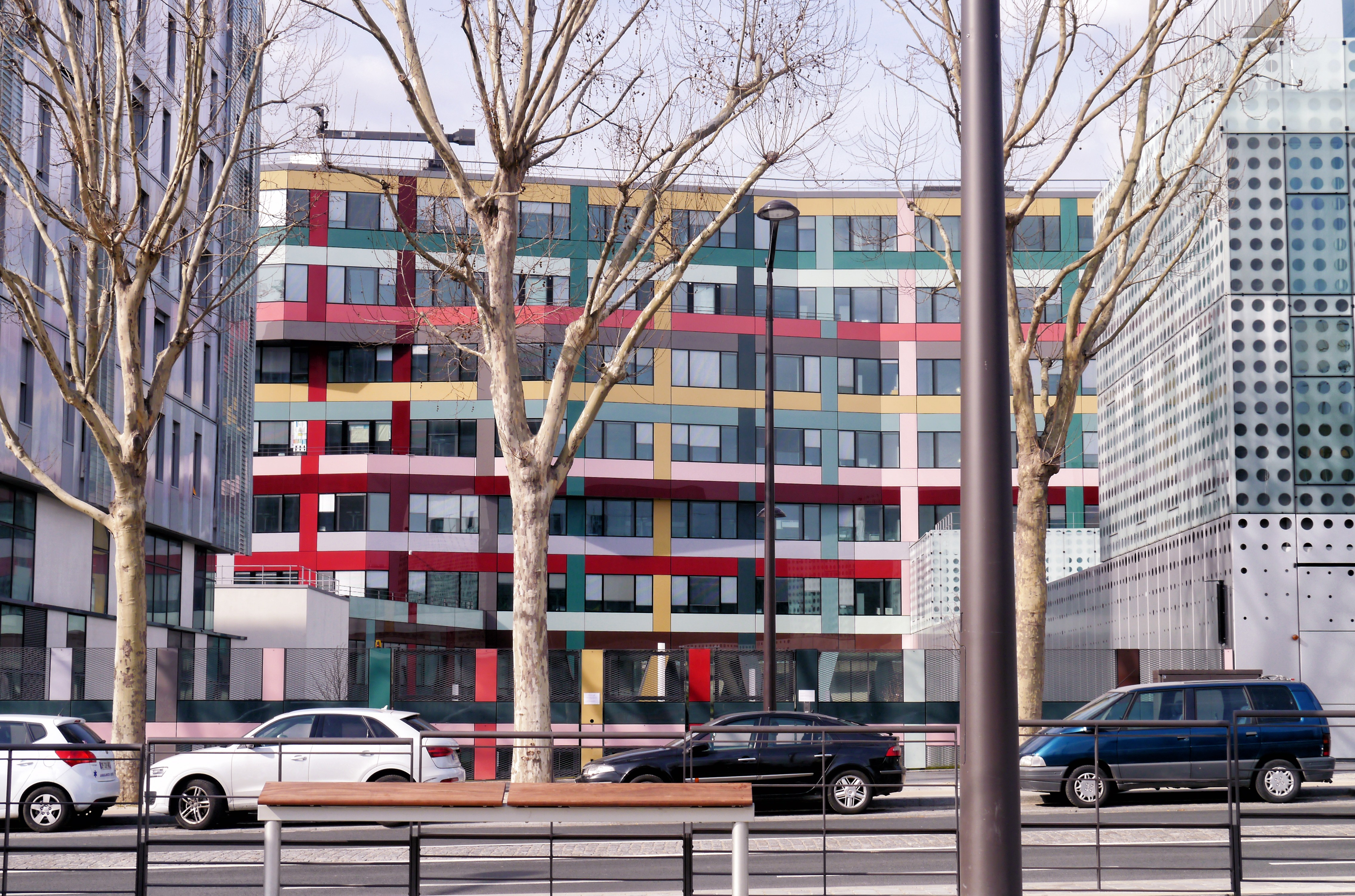
Nouvel immeuble.
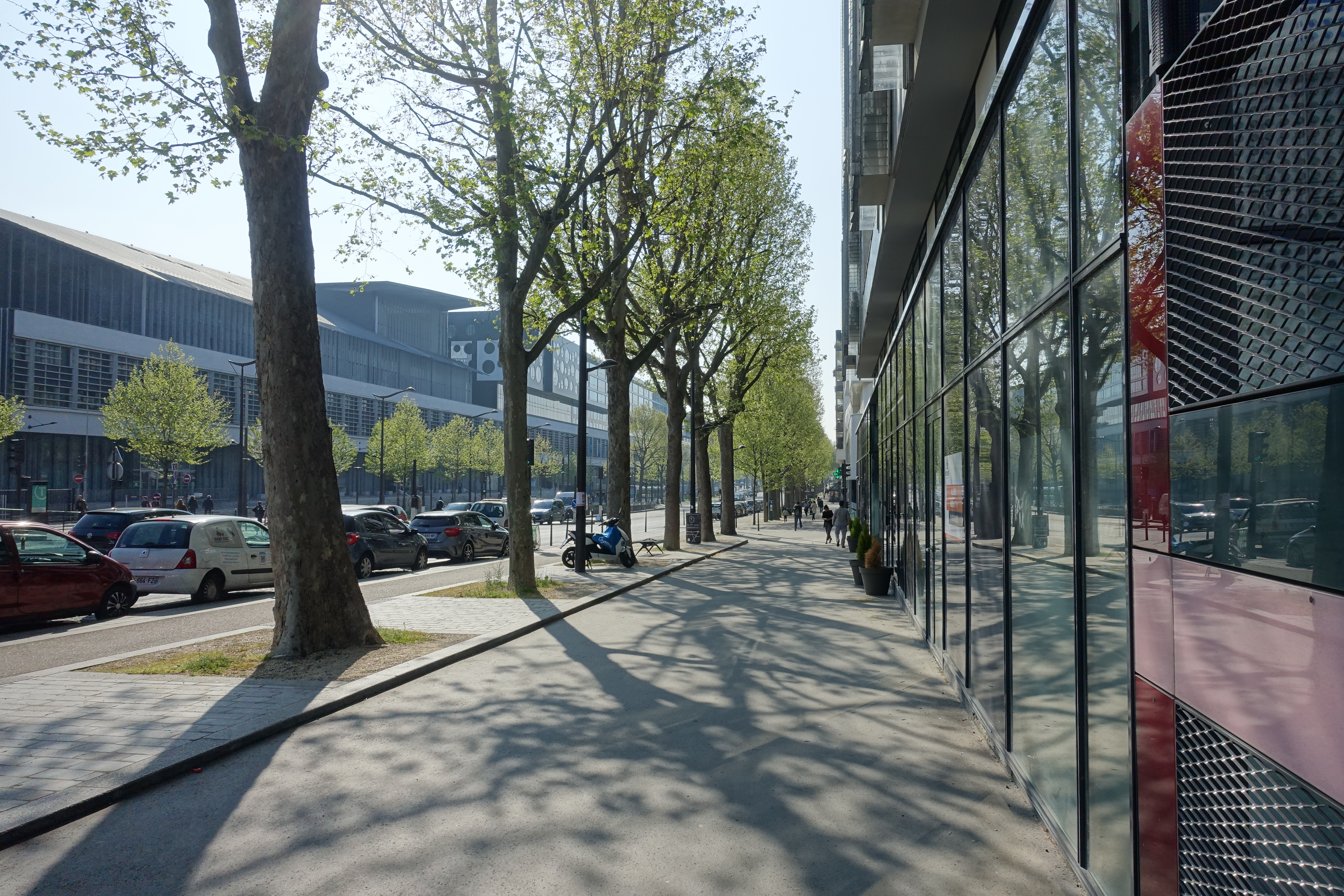
Vue des nouvelles constructions, en 2017.
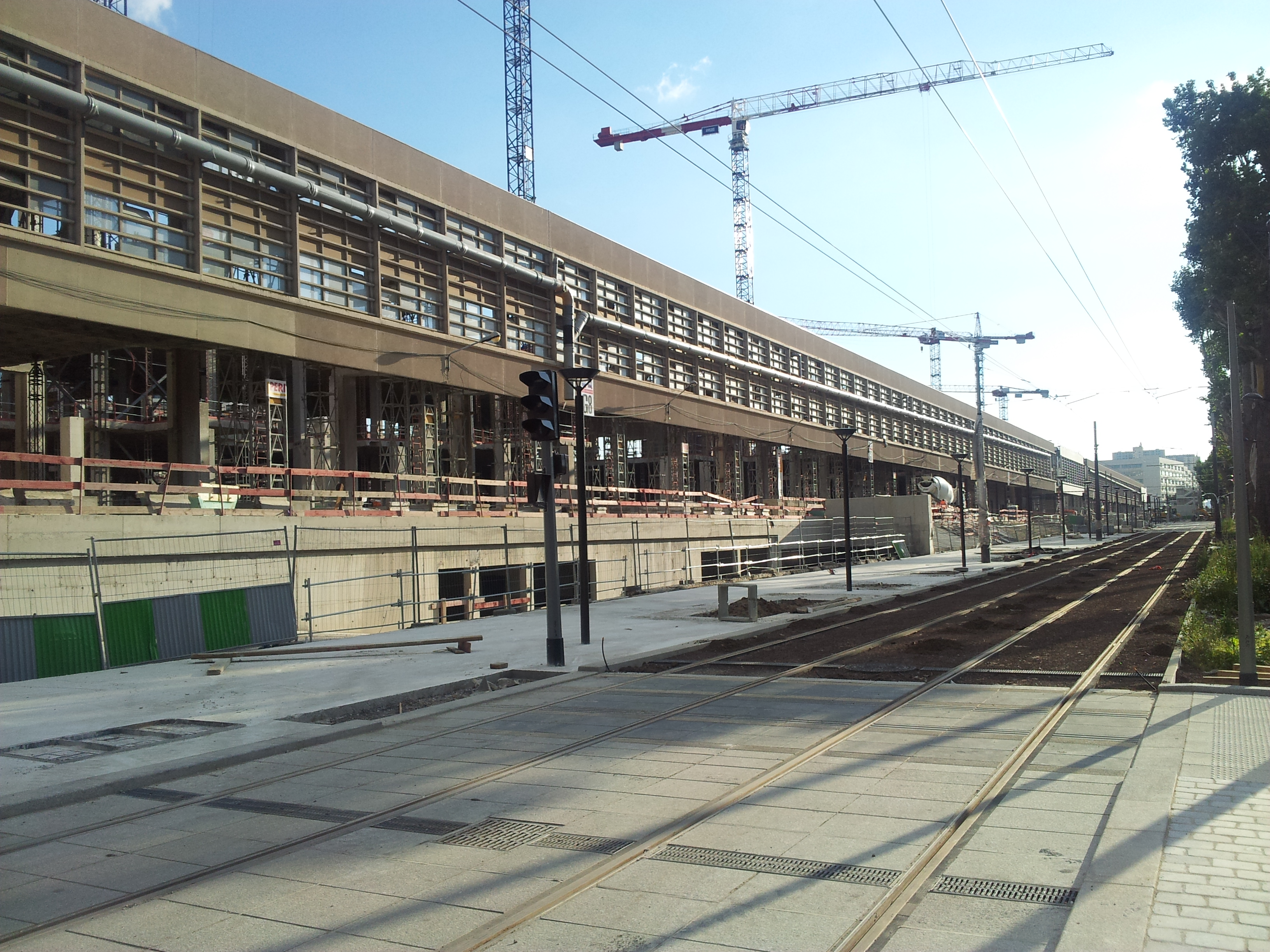
Ancien entrepôt MacDonald avant sa rénovation-reconstruction.